# Valdemaras Jakštas
Valdemaras Jakštas (* 6. Juni 1956 in Sujeticha, Oblast Irkutsk, Sowjetunion) ist ein litauischer Politiker, Bürgermeister von Panevėžys.

## Leben
Nach dem Abitur absolvierte Valdemaras Jakštas 1988 das Studium der Mechanik am Kauno politechnikos institutas und 1997 Umweltingenieurwesen an der Vilniaus Gedimino technikos universitetas und wurde Ingenieur.
Von 2000 bis 2003, von 2003 bis 2007 und von 2007 bis 2011 war er Mitglied im Stadtrat Panevėžys.
Von 2000 bis 2002 war er Bürgermeister von Panevėžys und danach Direktor des Umweltschutzdepartaments Panevėžys am Umweltministerium Litauens. 
Er war Mitglied von Lietuvos centro sąjunga. Seit 2003 ist er Mitglied von Liberalų ir centro sąjunga.